# Chrysichthys teugelsi
Chrysichthys teugelsi är en fiskart som beskrevs av Risch, 1987. Chrysichthys teugelsi ingår i släktet Chrysichthys och familjen Claroteidae. IUCN kategoriserar arten globalt som starkt hotad. Inga underarter finns listade i Catalogue of Life.